# 萨沙·扎戈拉茨

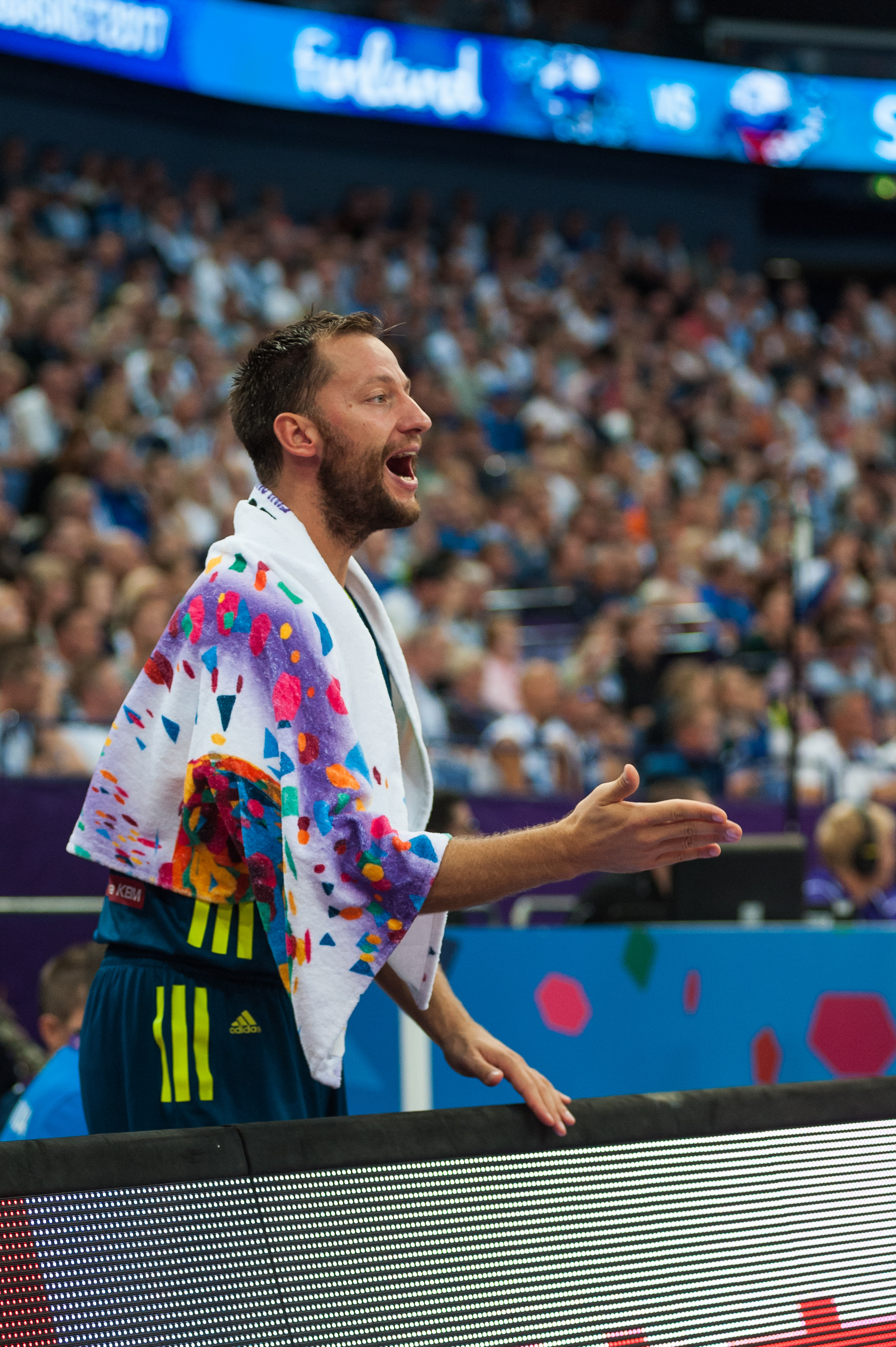
薩沙·扎戈拉茨

薩沙·扎戈拉茨（1984年1月1日—），斯洛維尼亞籃球運動員，現在效力於拉斯科籃球俱樂部，他也是斯洛維尼亞國家男子籃球隊的一員。他的哥哥澤利科·扎哥拉奇也是一位籃球運動員。